# 양서류 개체감소

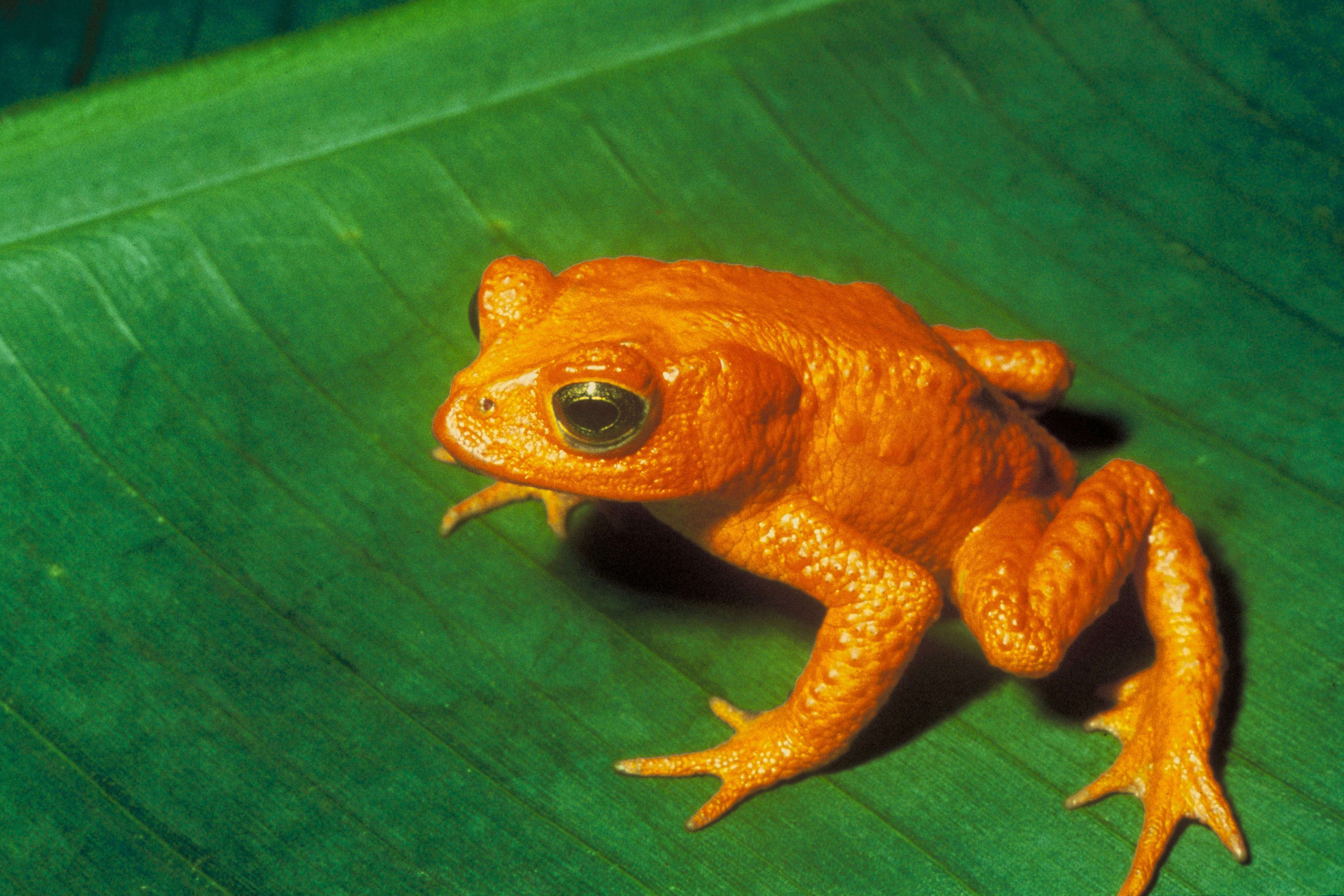
코스타리카의 황금두꺼비는 양서류 개체감소의 첫 희생종 중 하나다. 그전까지 매우 흔했던 이 종은 1989년 이후 발견되지 않고 있다.

양서류 개체감소(the decline in amphibian populations)는 현재 전세계적으로 진행 중인 양서류의 대량절멸이다. 이 개체감소는 현재 전 지구적인 생물다양성에 가장 심대한 위협 중 하나다. 그 원인은 질병, 서식지 파괴, 공해, 살충제, 도입종, B자외선 등이 거론된다. 하지만 이 원인들 대부분은 여전히 제대로 이해가 이루어지고 있지 않으며, 아직도 연구가 진행 중이다. 현재 양서류들의 절멸률은 배경절멸률보다 211배 크며, 절멸위기종까지 계산에 넣으면 수치가 25,000배에서 45,000배까지 치솟는다.
과학자들은 1950년대부터 유럽의 양서류 종 개체수가 감소하기 시작한 것을 확인했지만, 이것이 전지구적 문제라는 것이 밝혀지고 현대의 대량절멸로 분류되기 시작한 것은 1980년대 이후다. 1993년이 되면 5개 대륙의 500 종 이상의 양서류들이 개체감소를 겪게 되었고, 21세기 현재 개체감소를 겪는 양서류는 수천 종에 이르러, 홀로세 절멸의 가장 극심한 사례로 인지되고 있다.

## 같이 보기
- 홀로세 멸종
- 군집 붕괴 현상